# Yusuf III.
Yusuf III., mit vollem Namen Abū l-Haddschādsch Yūsuf ath-thālith an-Nāsir ibn Yūsuf ath-thānī / أبو الحجاج يوسف الثالث الناصر بن يوسف الثاني / Abū l-Ḥaǧǧāǧ Yūsuf aṯ-ṯāliṯ an-Nāṣir b. Yūsuf aṯ-ṯānī (* 16. Juli 1376; † 9. November 1417 in Granada), war Emir von Granada von 1408 bis 1417.
Sein Bruder Emir Muhammad VII. (1370–1408) hatte Yusuf bei seiner Thronbesteigung 1392 in der Burg von Salobreña einkerkern lassen, um Streitigkeiten um den Thron zu verhindern. Nach Muhammads Tod 1408 trat Yusuf III. seine Nachfolge an. Zunächst war er um die Beendigung des Krieges mit Kastilien bemüht. Noch im Jahr seines Regierungsantritts gelang ihm der Abschluss eines Waffenstillstandes.
Allerdings konnte dadurch die Gefahr für das Nasridenreich nicht beseitigt werden, da schon 1410 ein Bündnis der christlichen Reiche der Iberischen Halbinsel gegen Granada entstand. Unter dem Einsatz von Artillerie wurde mit Antequera eine der wichtigsten Festungen des Reiches erobert. Diese hatte den Weg nach Granada gesichert. Der Verlust dieser Festung begünstigte in der Folgezeit weitere Einfälle Kastiliens, durch deren Zerstörungen und Verwüstungen die Wirtschaft des Reiches in den folgenden Jahrzehnten erheblich geschwächt wurde.
Yusuf galt nicht nur als fähiger (wenn auch glückloser) Staatsmann, er war auch ein feinsinniger Poet. In seine Regierungszeit fällt auch die Erweiterung der Alhambra um die nördlichsten Teile der Nasridenpaläste.
Nachfolger auf dem Thron von Granada wurde sein Sohn Muhammad VIII. (1417–1419 sowie erneut 1427–1429).